# Cernadilla
Cernadilla is een gemeente in de Spaanse provincie Zamora in de regio Castilië en León met een oppervlakte van 36,12 km². Cernadilla telt 128 inwoners (1 januari 2016).

## Demografische ontwikkeling
Bron: INE, 1857-2011: volkstellingen
Opm.: In 1940 werd de gemeente Valdemerilla aangehecht